# ثيودور ستارك ويلكينسون
ثيودور ستارك ويلكينسون (بالإنجليزية: Theodore Stark Wilkinson)‏ هو سياسي أمريكي، ولد في 18 ديسمبر 1847 في مقاطعة بلاكيماينز في الولايات المتحدة، وتوفي في 1 فبراير 1921 في نيو أورلينز في الولايات المتحدة. حزبياً، نشط في الحزب الديمقراطي. وقد انتخب عضو مجلس النواب الأمريكي.